# Chainatic
Chainatic är en ort i Mexiko.   Den ligger i kommunen Zinacantán och delstaten Chiapas, i den sydöstra delen av landet, 700 km öster om huvudstaden Mexico City. Chainatic ligger 2 024 meter över havet och antalet invånare är 427.
Terrängen runt Chainatic är kuperad norrut, men söderut är den bergig. Runt Chainatic är det ganska tätbefolkat, med 54 invånare per kvadratkilometer. Närmaste större samhälle är San Cristóbal de las Casas, 18,1 km öster om Chainatic. I omgivningarna runt Chainatic växer huvudsakligen savannskog.